# 27094 Салґарі
27094 Салґарі (27094 Salgari) — астероїд головного поясу, відкритий 25 жовтня 1998 року.
Тіссеранів параметр щодо Юпітера — 3,526.